# Alexander của Battenberg
Alexander Albert của Battenberg, sau là Alexander Albert Mountbatten, Hầu tước thứ 1 xứ Carisbrooke (23 tháng 11 năm 1886 – 23 tháng 2 năm 1960) là một sĩ quan Hải quân Vương thất Anh, một thành viên của Gia tộc Battenberg xứ Hessen, con trai của Beatrice của Liên hiệp Anh và Heinrich xứ Battenberg và là người cháu trai cuối cùng còn sống của Victoria I của Liên hiệp Anh.